# راشل بلوزنالیس
راشل بلوزنالیس (انگلیسی: Rachel Bloznalis؛ زادهٔ ۲۵ مهٔ ۱۹۹۵) بازیکن فوتبال اهل ایالات متحده آمریکا است.